# Préfecture navale argentine

Logo de la préfecture navale argentine.

La préfecture navale argentine (Prefectura Naval Argentina ou PNA en espagnol), est une force armée dépendant du ministère de l'Intérieur argentin fondée en juin 1810 qui a pour mission la protection de l'espace maritime et des cours d'eau du pays. Elle joue également un rôle de garde-côtes et régule la navigation sur les voies navigables, s'apparentant ainsi à une gendarmerie maritime.
Conformément à la constitution argentine qui dispose que les forces armées ne peuvent intervenir dans des conflits civils, la préfecture navale se définit comme « une force civile de sécurité de nature militaire ». Elle maintient des relations opérationnelles avec le ministère de la défense en tant que composante du système de défense nationale et du système de sécurité intérieure. 

## Équipements

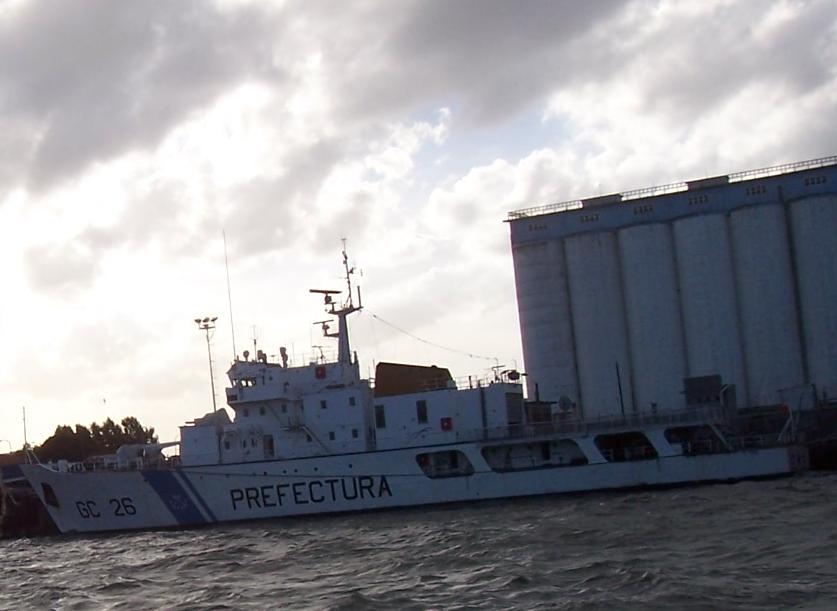
GC-26 à Mar del Plata.

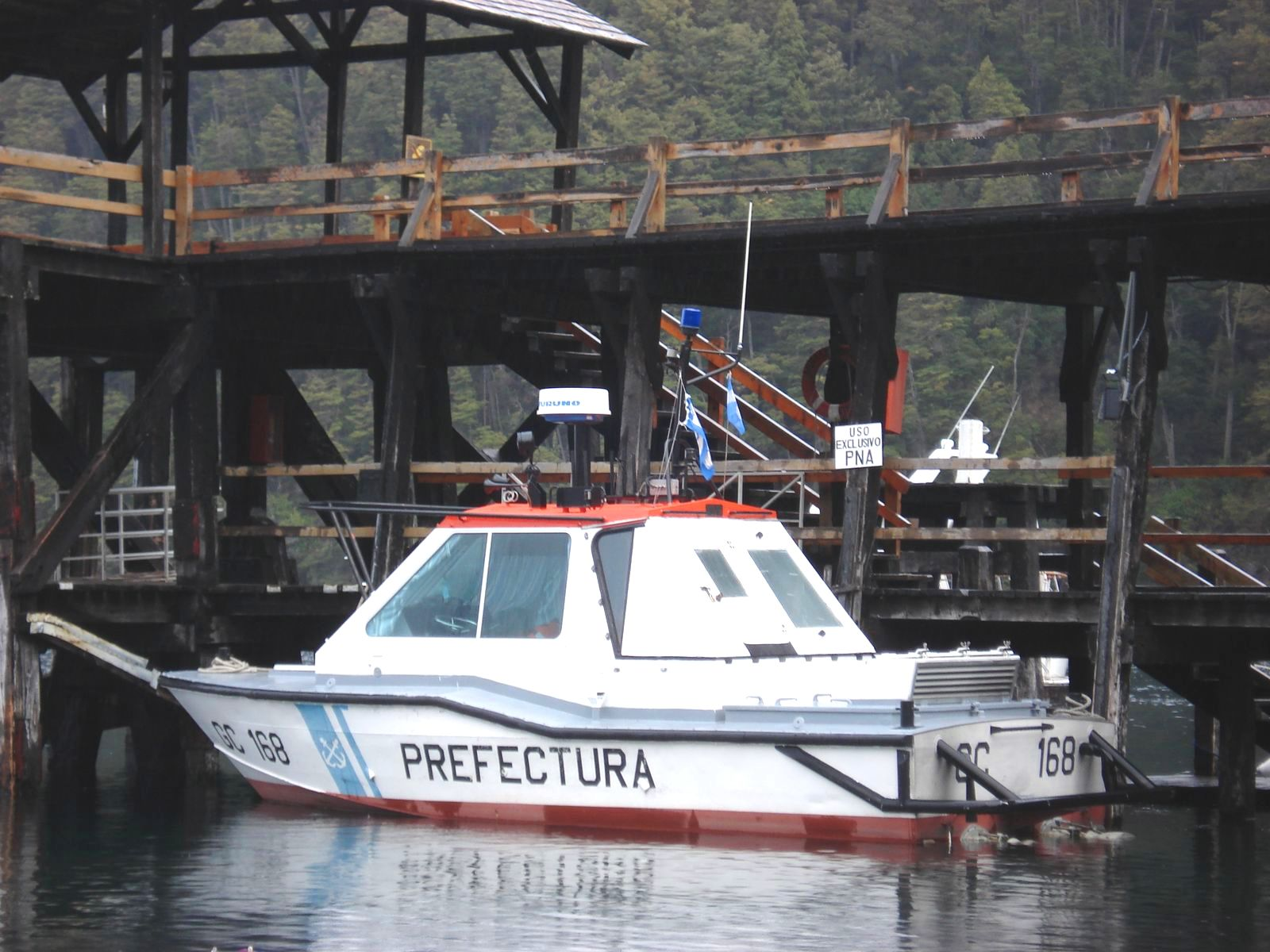
GC168 à Villa La Angostura

[Quand ?]

### Navires[1]
- Classe Halcón II : 
  - GC-24 PNA Doctor Manuel Mantilla
  - GC-25 PNA Azopardo
  - GC-26 PNA Thompson
  - GC-27 PNA Prefecto Fique
  - GC-28 PNA Prefecto Derbes
- Classe Z-28 :
  - GC-64 à GC-83 : les deux derniers sont perdus pendant la guerre des Malouines
    - PNA Mar del Plata (GC-64) (es)
- Classe Stan Tender 2200 :
  - GC-122, 123, 124, 125, 129, 130, 150, 151
- Classe Stan Tender 1750 :
  - GC-118, 119, 133
- Classe Damen Alucat 1050 :
  - GC-137, 138, 139, 143, 144, 145, 146, 147, 148, 149
- Classe Shaldag (patrol boat MK II  Israël :
  - GC-195 Guaraní
  - GC-196 Mataco
  - GC-197 Timbu
  - GC-198 Toba

### Aéronefs

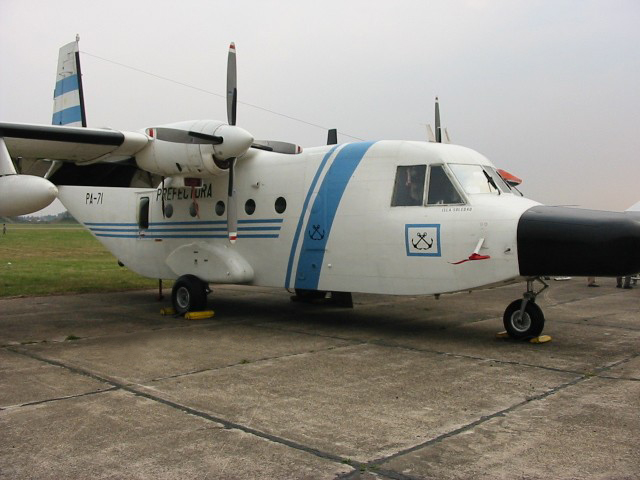
CASA 212 Aviocar

La préfecture navale dispose d'une flotte de sept avions et dix hélicoptères :
| Aéronef               | Origine    | Type                            | Version   | En service |
| --------------------- | ---------- | ------------------------------- | --------- | ---------- |
| Eurocopter SA330 Puma | France     | Hélicoptère de transport        | SA 330L   | 1          |
| CASA C-212            | Espagne    | Patrouille maritime / transport | C-212-300 | 5          |
| Dauphin               | France     | Recherche et sauvetage          | AS 365N2  | 4          |
| Piper PA-28 Warrior   | États-Unis | Utilitaire                      | PA-28     | 2          |
| Schweizer 300 (en)    | États-Unis | Utilitaire                      | 300C      | 4          |